# Liste der Baudenkmäler in Kirchhaslach

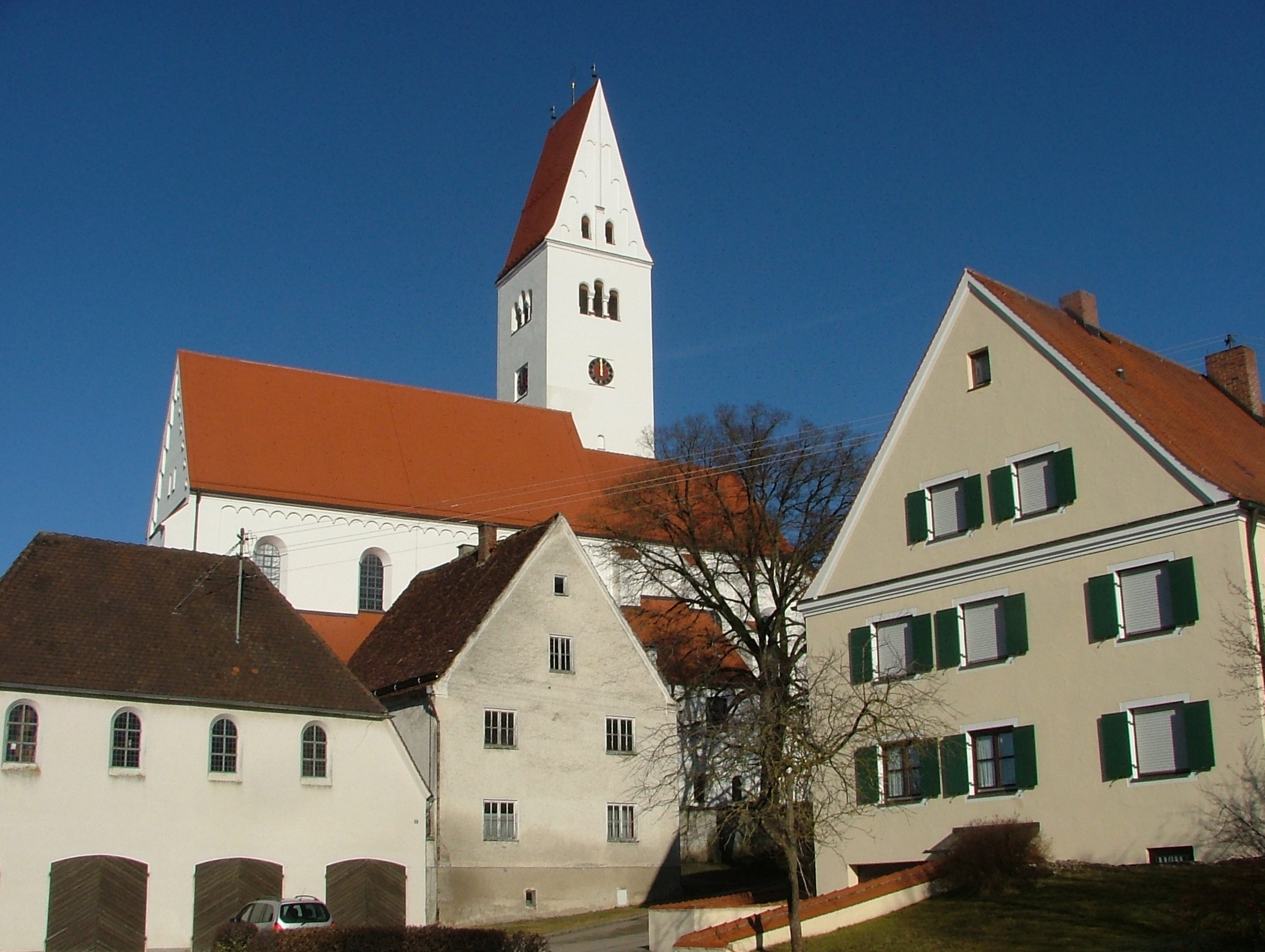
Blick auf Ortskern von Kirchhaslach

Auf dieser Seite sind die Baudenkmäler in der schwäbischen Gemeinde Kirchhaslach zusammengestellt. Diese Tabelle ist eine Teilliste der Liste der Baudenkmäler in Bayern. Grundlage ist die Bayerische Denkmalliste, die auf Basis des Bayerischen Denkmalschutzgesetzes vom 1. Oktober 1973 erstmals erstellt wurde und seither durch das Bayerische Landesamt für Denkmalpflege geführt wird. Die folgenden Angaben ersetzen nicht die rechtsverbindliche Auskunft der Denkmalschutzbehörde.

## Baudenkmäler nach Ortsteilen

### Kirchhaslach
| Lage                             | Objekt                                                         | Beschreibung | Akten-Nr.                       | Bild               |
| -------------------------------- | -------------------------------------------------------------- | --- | ------------------------------- | ------------------ |
| Babenhauser Straße (Standort)    | Bildstock                                                      | 18. Jahrhundert; ca. 700 m westlich des Ortes, am Parkplatz der Straße nach Babenhausen                                                              | D-7-78-157-10 Wikidata          | weitere Bilder     |
| Babenhauser Straße 16 (Standort) | Kapelle St. Anna                                               | Zentralbau mit achteckigem Sternengewölbe, 1. Hälfte 16. Jahrhundert; mit Ausstattung; 11 Kreuzwegkapellen, 1738–40 errichtet; mit Ausstattung       | D-7-78-157-3 Wikidata           | weitere Bilder     |
| Babenhauser Straße 16 (Standort) | Friedhofsmauer                                                 | Friedhofsmauer mit Stichbogennischen, um 1740 | D-7-78-157-3 zugehörig Wikidata | Friedhofsmauer     |
| Babenhauser Straße 16 (Standort) | Kreuzweg                                                       | 1. Kreuzwegstation | D-7-78-157-3 zugehörig Wikidata | weitere Bilder     |
| Babenhauser Straße 16 (Standort) | Kreuzweg                                                       | 2. Kreuzwegstation | D-7-78-157-3 zugehörig Wikidata | weitere Bilder     |
| Babenhauser Straße 16 (Standort) | Kreuzweg                                                       | 3. Kreuzwegstation | D-7-78-157-3 zugehörig Wikidata | weitere Bilder     |
| Babenhauser Straße 16 (Standort) | Kreuzweg                                                       | 4. Kreuzwegstation | D-7-78-157-3 zugehörig Wikidata | weitere Bilder     |
| Babenhauser Straße 16 (Standort) | Kreuzweg                                                       | 5. Kreuzwegstation | D-7-78-157-3 zugehörig Wikidata | weitere Bilder     |
| Babenhauser Straße 16 (Standort) | Kreuzweg                                                       | 6. Kreuzwegstation | D-7-78-157-3 zugehörig Wikidata | weitere Bilder     |
| Babenhauser Straße 16 (Standort) | Kreuzweg                                                       | 7. Kreuzwegstation | D-7-78-157-3 zugehörig Wikidata | weitere Bilder     |
| Babenhauser Straße 16 (Standort) | Kreuzweg                                                       | 8. Kreuzwegstation | D-7-78-157-3 zugehörig Wikidata | weitere Bilder     |
| Babenhauser Straße 16 (Standort) | Kreuzweg                                                       | 9. Kreuzwegstation | D-7-78-157-3 zugehörig Wikidata | weitere Bilder     |
| Babenhauser Straße 16 (Standort) | Kreuzweg                                                       | 10. Kreuzwegstation | D-7-78-157-3 zugehörig Wikidata | weitere Bilder     |
| Babenhauser Straße 16 (Standort) | Kreuzweg                                                       | 11. Kreuzwegstation | D-7-78-157-3 zugehörig Wikidata | weitere Bilder     |
| Kirchenweg 5 (Standort)          | Benefiziatenhaus                                               | zweigeschossiger Satteldachbau, im Kern 1619, im 18./19. Jahrhundert verändert                                                                       | D-7-78-157-9 Wikidata           | Benefiziatenhaus   |
| Rathausplatz 2 (Standort)        | Katholische Pfarr- und Wallfahrtskirche zu Unserer Lieben Frau | dreischiffige Pfeilerbasilika mit nördlichem Satteldachturm, Turm bezeichnet 1449, Chor bezeichnet 1470, Umbau um 1680 und 1707/10; mit Ausstattung. | D-7-78-157-1 Wikidata           | weitere Bilder     |
| Rathausplatz 2 (Standort)        | Friedhofsmauer                                                 | | D-7-78-157-1 zugehörig          | Friedhofsmauer     |
| Rathausplatz 2 (Standort)        | Ölbergkapelle                                                  | Satteldachbau mit neuromanischer Putzgliederung, Mitte 19. Jahrhundert; mit Ausstattung; an der Westseite des Friedhofs                              | D-7-78-157-2 Wikidata           | weitere Bilder     |
| Rathausplatz 4 (Standort)        | Ehemaliger Gasthof                                             | zweigeschossiger Satteldachbau, traufseitig mit doppelläufiger Freitreppe, Mitte 18. Jahrhundert                                                     | D-7-78-157-7 Wikidata           | weitere Bilder     |
| Rathausplatz 11 (Standort)       | Ehemaliger Gasthof                                             | zweigeschossiger Satteldachbau mit Gesimsteilungen, 17./18. Jahrhundert                                                                              | D-7-78-157-6                    | Ehemaliger Gasthof |
| Untere Mühle 15 (Standort)       | Mühle                                                          | zweigeschossiger Satteldachbau, Giebel mit kräftigen Gesimsen, 1. Hälfte 18. Jahrhundert                                                             | D-7-78-157-4 Wikidata           | Mühle              |
| Wellenberg (Standort)            | Lourdesgrotte                                                  | erbaut 1890; mit Ausstattung | D-7-78-157-11 Wikidata          | weitere Bilder     |

### Greimeltshofen
| Lage                                     | Objekt                                | Beschreibung                                                                                     | Akten-Nr.              | Bild           |
| ---------------------------------------- | ------------------------------------- | ------------------------------------------------------------------------------------------------ | ---------------------- | -------------- |
| Augustin-Schlegel-Straße 11 (Standort)   | Kath. Kapelle zu den Hl. Schutzengeln | Saalbau mit westlichem Zeltdachturm, 1748; mit Ausstattung                                       | D-7-78-157-12 Wikidata | weitere Bilder |
| Nähe Augustin-Schlegel-Straße (Standort) | Bildstock                             | 20. Jahrhundert, mit Gnadenbild von Einsiedeln, 19. Jahrhundert; an der Straße nach Kirchhaslach | D-7-78-157-13 Wikidata | weitere Bilder |

### Herretshofen
| Lage                         | Objekt                     | Beschreibung | Akten-Nr.               | Bild                  |
| ---------------------------- | -------------------------- | --- | ----------------------- | --------------------- |
| Rechbergstraße 52 (Standort) | Kapelle Unseres Herren Ruh | flachgedeckter Saalbau mit dreiseitigem Schluss, Dachreiter mit Spitzhelm, Außengliederung durch toskanische Pilasterordnung und schmale Pilaster und Putzarkaden, 1609; mit Ausstattung. | D-7-78-157-14 Wikidata  | weitere Bilder        |
| Rechbergstraße 52 (Standort) | Ehemaliges Mesnerhaus      | zweigeschossiger Satteldachbau, westlich an die Kapelle anschließend, um 1609 | D-7-78-157-14 zugehörig | Ehemaliges Mesnerhaus |

### Hörlis
| Lage                    | Objekt            | Beschreibung                                                                                          | Akten-Nr.              | Bild           |
| ----------------------- | ----------------- | --- | ---------------------- | -------------- |
| Korber Weg 2 (Standort) | Kapelle St. Peter | Saalbau mit dreiseitigem Schluss und Dachreiter, Neubau von 1683, mit älteren Teilen; mit Ausstattung | D-7-78-157-15 Wikidata | weitere Bilder |

### Olgishofen
| Lage                        | Objekt                         | Beschreibung | Akten-Nr.              | Bild           |
| --------------------------- | ------------------------------ | --- | ---------------------- | -------------- |
| Kapellenstraße 5 (Standort) | Kapelle zur Hl. Dreifaltigkeit | Saalbau mit leicht eingezogenem, halbrundem Chor, Dachreiter mit Spitzhelm, 1690 errichtet, 1733/38 erweitert; mit Ausstattung | D-7-78-157-16 Wikidata | weitere Bilder |

### Stolzenhofen
| Lage                 | Objekt                | Beschreibung | Akten-Nr.              | Bild           |
| -------------------- | --------------------- | --- | ---------------------- | -------------- |
| Am Berg 7 (Standort) | Kapelle St. Philomena | Saalbau mit halbrundem Schluss, westliche Fassade mit Treppengiebel und Dachreiter, 18. Jahrhundert und 1899; mit Ausstattung | D-7-78-157-17 Wikidata | weitere Bilder |